# NGC 3771
NGC 3771 este o galaxie eliptică situată în constelația Cupa. A fost descoperită în 1886 de către Francis Leavenworth. Se află la o distanță de 85,82 de megaparseci de Pământ.